# Кафенгауз, Лев Борисович
Лев (Леон, Леонид) Бори́сович Кафенга́уз (1885—1940) — российский и советский учёный-экономист и политический деятель. Брат Б. Б. Кафенгауза.

## Биография
Родился 29 октября (11 ноября) 1885 года в Проскурове (ныне город Хмельницкий на Украине) в еврейской семье. Окончил 10-ю московскую гимназию (1905) и экономическое отделение юридического факультета Московского университета (1910).
В 1904 примкнул к марксистскому кружку учащихся, в 1905—1906 — пропагандист московской большевистской организации. В 1905 участвовал в Декабрьском восстании в Москве, арестован, в 1906 освобожден под надзором полиции. С 1906 примыкал к меньшевикам, после Февральской революции вступил в Московскую организацию меньшевистской партии, вошёл в редакцию газеты «Власть народа».
В студенческие годы начал научные исследования и после завершения университета был оставлен при кафедре для приготовления к профессорскому званию, однако уволен 11 марта 1911 по предписанию Л. А. Кассо вместе с радикальной профессурой.
В 1911—1914 работал в статистическом отделе Московской городской управы, был одним из составителей Статистического сборника города Москвы (1913).
С 1911 работал в Московском коммерческом институте, вел практикумы по истории промышленности. В 1915—1917 заведовал статистикой в Московском управлении уполномоченного по топливу. В 1911—1917 годах сотрудничал с газетой «Русские Ведомости».
Летом 1917 года был избран гласным Городской думы по меньшевистскому списку, затем стал товарищем министра торговли и промышленности С. Н. Прокоповича в последнем составе Временного правительства.

### Деятельность после Октябрьской революции
В 1919 году по заказу руководства «Национального центра» вместе с экономистом Я. М. Букшпаном разработал программу экономического возрождения России в случае падения Советской власти. Она предполагала восстановление частного предпринимательства, постепенную денационализацию и демонополизацию промышленности, внедрение рыночных отношений, развитие фермерского хозяйства, привлечение иностранного капитала под контролем государства, увеличение экспорта готовых продуктов при сокращении вывоза сырья и тому подобное. В 1920 году арестован ВЧК, обвинялся в принадлежности к «Национальному центру», из-под стражи освобождён.
После Октябрьской революции вышел из состава меньшевистской организации. Критиковал Октябрьскую революцию и проекты Ленина. Читал лекции в Московском коммерческом институте, с 1919 профессор экономического отделения в Московском университете. С 1919 работал в ВСНХ, с 1923 заведовал центральным отделом статистики в ВСНХ.
В 1921—1925 годах профессор кафедры описательной экономики факультета общественных наук МГУ. В 1925—1930 годах профессор кафедры политической экономии факультета советского права, позднее советского строительства и права. Работал в РАНИОН до его ликвидации.
в 1921—1927/28 выпускал ежегодник «Промышленность СССР», а с 1923—1930 Организовал и редактировал ежемесячный статистический бюллетень ВСНХ. Сотрудник газеты ВСНХ и «Торгово-промышленной газеты», председатель тарифно-таможенного совещания Совнаркома. В 1922—1927 входил в «Лигу объективных наблюдателей».
В 1926 полгода провел в Париже как эксперт по долгам Российской империи.
Вместе с В. Е. Варзаром опубликовал три тома издания «Динамика российской и советской промышленности с 1887 по 1926 годы».
В августе 1930 осужден ОГПУ по делу «Союзного бюро меньшевиков» на три года, заменённые высылкой в Уфу, в декабре 1932 возвращён, реабилитирован в 1987 году. В Уфе работал в Башкирии в ЦУНХУ и НИИ.
В Бутырской тюрьме продолжал писать статьи по истории российской промышленности.
С 1933 года читал лекции в Московском промышленно-экономическом институте, с 1934 г. по 1937 г. руководил кафедрой в МИСиС (сначала кафедрой «Экономика и организация производства», с 1936 г. — кафедрой «Экономика чёрной металлургии»), а также работал в редакции «Технической энциклопедии». В 1930-х годах проводил исследования в области производства и потребления чёрных металлов в СССР. С 1937 работал в Институте экономики АН СССР.
Умер 4 июля 1940 года в Москве. Похоронен на Введенском кладбище (18 уч.).

## Семья
- Жена — Софья Николаевна Кафенгауз (Бычкова), дочь сельских учителей.
  - Сын — Николай Львович Кафенгауз (1917—2010), во время войны командир батареи 76-милиметровых пушек 1266 стрелкового полка 385 стрелковой Кричевской дивизии, награждён Орденами Александра Невского, Красной звезды, медалями[8], впоследствии доктор технических наук;
  - Сын — Евгений Львович Кафенгауз (1919—4.05.1942), во время Великой Отечественной войны ушёл рядовым на фронт, получил ранение в левый коленный сустав[9], умер в Эвакуционном госпитале № 1768[10], похоронен в г. Шуе на ул. Дуниловская на «Троицком» кладбище, мемориал участникам ВОВ[11].
- Сестра — Елизавета Борисовна Кафенгауз, в 1911—1919 годах студентка Историко-философского факультета Московских высших женских курсов[12][13].
- Брат — Бернгард Борисович Кафенгауз (1894—1969) — историк, его сын Юрий — художник-монументалист.
- Сестра — Софья Борисовна Кафенгауз (?—1940), жена экономиста Н. П. Огановского[14].
- Брат — Михаил Борисович Кафенгауз (1898—1976), инженер Химпроекта и доцент Московского электротехнического института[15].

## Работы и статьи
- Синдикаты в русской железной промышленности: К вопросу о концентрации пр-ва в России. — М.: тип. т-ва И. Д. Сытина, 1910. — VIII, 268 с.; 21. — (Семинарий по политической экономии при Юридическом факультете Московского университета. Секция под руководством И. М. Гольдштейна. [Труды Семинариев…]; Вып. 2)
- Развитие русского сельскохозяйственного машиностроения: К вопросу о пошлинах на с.-х. машины. — Харьков: типо-лит. Ю. М. Беркман, 1910. — 60 с.
- «Винокурение (статистико-экономический обзор)» (Новый Энциклопедический словарь Брокгауза и Ефрона)
- «Акционерные общества» (Энциклопедический словарь Гранат)
- «Подъём или кризис?» (Мир Божий)
- «Снабжение страны топливом во время войны»
- «Промышленность СССР за десять лет»
- «Капиталовложения промышленности СССР за 1925—1926 год» М.: Эпифания, 1994. — 848 с.
- «Эволюция промышленного производства с 1887 по 1926 годы»
- «Географическое размещение Башкирской промышленности»
- Бутырские тетради
- «Промышленность СССР в период её реконструкции»
- Россия после большевистского эксперимента (совм. с Я. М. Букшпаном) // Неизвестная Россия. XX век. М., 1992.